# 'Abd al-'Aziz al-Wafa'i
Abd al-'Aziz ibn Muhammad al-Qahiri al-Wafa'i hay còn được gọi là Ibn al-Aqba'i (1408-1471) là một nhà thiên văn học vào thế kỷ 15. Ông được sinh ra vào năm 811 H.E. (1408 CN) và mất vào năm 876 H.E. (1471 CN). Một số cho rằng ông qua đời vào năm 874 hoặc 879. Ông là học trò của Ibn al-Majdi và Nur al-din al-Naqqash. Ông trở thành người canh giữ Thánh đường Hồi giáo Mu'ayyad ở Cairo. Ông cũng là người canh giữ Thánh đường Azhar và thánh đường Maridani. Ông đã quan tâm đến việc tính toán kinh độ và vĩ độ của một khu vực. Ông đã phát minh một thiết bị thiên văn là Da'irah al-Mu'addal.
Ông đã viết 40 cuốn sách và 20 luận văn về toán học và thiên văn, tuy nhiên không có số nào trong chúng được xuất bản. Trong đó có bản thảo Risalah al-'Almal al al-Rub 'al-Mujayyab.